# Тироксин-зв'язувальний глобулін
Тироксин-зв'язувальний глобулін (англ. thyroxine-binding globulin, TBG) — це білок (глобулін), що зв'язується з гормонами щитоподібної залози під час перенесення останніх кровотоком. Це один з трьох білків (разом з транстиретином і сироватковим альбуміном), що відповідають за перенесення кровотоком гормонів щитоподібної залози тироксину (Т4) і 3,5,3'-трийодтироніну (T3). З цих трьох білків, тироксин-зв'язувальний глобулін має найвищу афінність до Т4 і Т3, але присутній в найнижчій концентрації. Попри низьку концентрацію, TBG переносить більшу частину Т4 в плазмі крові. Через дуже низьку концентрацію Т4 і Т3 в крові, насичення TBG лігандом рідко перевищує 25 %. На відміну від транстиретину і альбуміну, в TBG є один сайт зв'язування для Т4/Т3. Тироксин-зв'язувальний глобулін синтезується головним чином печінці у вигляді білка, молекулярна маса якого становить 54 кДа.

## Геномна характеристика
З погляду геноміки, TBG є серпіном; проте, він не інгібує серинові протеази, на відміну від інших членів цієї групи.

## Роль у діагностиці
TBG-тест іноді застовуються для визначення причин підвищення або зменшення рівня гормонів щитоподібної залози.